# Sphallenum
Sphallenum is een kevergeslacht uit de familie van de boktorren (Cerambycidae). De wetenschappelijke naam van het geslacht werd voor het eerst geldig gepubliceerd in 1870 door Bates.

## Soorten
Sphallenum is monotypisch en omvat slechts de volgende soort:
- Sphallenum tuberosum Bates, 1870